# باول ماكلوكين
باول ماكلوكين (بالإنجليزية: Paul McLoughlin)‏ هو لاعب كرة قدم بريطاني، ولد في 23 ديسمبر 1963. لعب مع شروزبري تاون وفوريست غرين وكارديف سيتي ونادي أوسترس ونادي مانسفيلد تاون ونادي والسول ونادي يورك سيتي ووولفرهامبتون واندررز.